# El guaraní
El guaraní (O guarani) es una novela escrita por José de Alencar, distribuido en un principio en series, entre febrero y abril de 1857, en el Correio Mercantil, para finales de ese año fue publicado como un libro con pequeños cambios con respecto a lo publicado en las series. Esta obra de José de Alencar es reconocida. Fue reeditada por diversas editoriales y actualmente se encuentra en el domino público.

## Argumento
La obra se articula a partir de varios hechos: la devoción y lealtad de Peri, indio goitacá, por Cecilia. El amor de Isabel por Álvaro y el de Álvaro por Cecilia. La muerte accidental de una india aimoré por D. Diogo y en consecuencia la revuelta y los ataques de los aimorés, al mismo tiempo que ocurre un rebelión de los hombres de D. Antônio, liderado por el exfraile Loredano, un hombre ambicioso y de mal carácter, que quiere saquear la casa y raptar a Cecilia.

## Ceci y Peri
Ceci y Peri son los personajes principales del romance El guaraní. Ceci es hija de colonos portugueses y Peri es de la nación nativo de goitacás. La aventura de Ceci, casta, diáfana e identificada en ocasiones como la Virgen María y Peri, el “buen salvaje”, un valiente jefe de la nación goitacás que abandona su pueblo para seguir a su señora.
El testimonio del Vizconde de Taunay revela el éxito de la novela en la ciudad de São Paulo: «Cuando llega el correo, luego de varios días de diferencia, muchos estudiantes de la República se reunían en cualquier lado donde hubiese un suscriptor del Díario do Rio para  oír absortos y sacudidos de vez en cuando por la emoción de la electricidad, la lectura en voz alta realizada por cualquiera de ellos...».

## El guaraní en otros medios

### Opera
La novela se convirtió en una ópera realizada en italiano y se llama Il Guarany (1870), de Carlos Gomes.

### Cine
Fue adaptada al cine por primera vez en 1912, una película muda que se considera perdida. En 1979 se adaptó de nuevo con sonido y a color bajo la dirección de Fauzi Mansur y protagonizada por David Cardoso. La última adaptación cinematográfica fue en 1996 con la dirección de Norma Bengell. Casi todas las adaptaciones hacen uso de la música de ópera de Gomes.

### TV
En 1991 fue adaptada para la televisión por el extinto canal TV Manchete.

### Historieta
La novela brasileña Guaraní está adapta más a las historietas. La primera adaptación se publicó en 1927  hecho por Cícero Valladares para la revista infantil O Tico-Tico, sin embargo, solo se publicó una página, en 1938 se publicó otra adaptación, hecho por Francisco Acquarone para el periódico "Correio universal". En 1950, fue el turno del haitiano André LeBlanc para Edição Maravilhosa # 24 de Ebal, el libro cómico publicado inicialmente novelas de la literatura mundial publicado originalmente en Classic Comics y Classics Illustrated, Le Blanc adaptar otras obras del autor: Iracema (con guion de su esposa) y O Tronco do Ipê, el mismo año que lo portugués ilustrador Jayme Cortez adaptar la novela al formato de las tiras cómicas publicadas en el Diário da Noite, en los años 50 fue el turno del escritor cómico Gedeone Malagola, también adaptar Iracema y Ubirajara, todo por el editorial Vida Doméstica, otra adaptación fue hecha por Nilo Cardoso y publicada por la editorial La Selva. En la década de 1970 fue adaptada por Edumundo Rodrigues, Rodrigues también ilustran una nueva versión de la novela por José Alberto Lima. En 2009, los hermanos Walter y Eduardo Vetillo publicar una adaptación de Editora Cortez, el mismo año la Editora Ática una adaptación de Ivan Jaf (guion) y Luiz Ge (el arte), en 2012, Editora Scipione (una editorial del "Grupo Abril", que también forma parte de la Editora Ática), publica una adaptación de la obra de Carlos Gomes, con guion de Rosana Rios, con dibujos de Juliano Oliveira.

### Literatura Extranjera
En 2012, Peri y Ceci estrella en el cuento de ciencia ficción "The Last of The Guaranys de Carlos Orsi Martinho y Octavio Aragão, publicado en la antología "The Worlds of Philip José Farmer: Portraits of a Trickster", parte de la Familia Wold Newton, se revela que Peri es en realidad John Gribardsun, nombre utilizado por Tarzán en el cuento "Time's Last Gift" por Philip Jose Farmer, donde Tarzán se convierte en un  viajero tiempo Durante otro viaje en el tiempo, Tarzán había asumido la identidad de otras figuras a través del tiempo como Hércules y Quetzalcoatl En 2013, la historia se publicó en los cuentos de la antología de Tales of the Wold Newton Universe de la editorial Titan Books).